# Hurel-Dubois HD-321
Dimensions
Les Hurel-Dubois sont une famille d'avions qui ont en commun une aile haute à très grand allongement. Après le HD-10, prototype monomoteur monoplace seront étudiés les bimoteurs HD-31, HD-32, HD-321 et HD-34.
Le HD-321 est une évolution du HD-32.

## Conception
En 1955, Air France commande 23 exemplaires d'une version allongée du HD-32 munie de moteurs plus puissants baptisée HD-321. Air-France annule sa commande pour acheter des Vickers Viscount. Les deux HD-321 déjà construits sont affectés à l'escadron de transport ET1/61 "Touraine" de l'Armée de l'air jusqu'en 1957.
L'un d'eux est testé en Algérie du 1er au 26 août 1956 par la section 09/540 de recherche et d'expérimentation, unité dans laquelle le Centre d'essai en vol est partie prenante avec le CEAM. L'avion utilise vingt-deux terrains différents, la plupart inadaptés à des avions de ce tonnage ne disposant pas des qualités STOL du Hurel-Dubois. Soixante dix missions diverses sont remplies (parachutage de matériel et de soldats et transports de fret). Il est ensuite affecté à l'ELA 56 par note 1750 du 24 septembre 1956 jusqu'au 10 mai 1960. Son rôle est le transport tactique et la cartographie aérienne et de ravitaillement jusqu'en 1959.
Il se contente d'une piste de 400 mètres et est apprécié pour ses performances à l'atterrissage.

## Destruction d'un exemplaire
En octobre 1956, un appareil est envoyé au Brésil pour des évaluations par les forces aériennes du pays. Il s'agit en fait du HD-32 no 02 remis au standard HD-321. Le 31 octobre, un pilote brésilien procède au-dessus de la baie de Rio de Janeiro à des essais de maniabilité sur le seul moteur gauche y compris des décrochages en lisse et volets sortis. À la suite des évolutions, l'avion se retrouve trop bas sur un seul moteur réduit avec un équipage désorienté par le manque de références visuelles au-dessus de l'eau. La remise de gaz sur le moteur en route est sans effet et l'altitude continue à chuter. André Moynet reprenant les commandes tente par un prudent virage à droite de retrouver la terre dans son champ visuel mais l'aile touche l'eau et l'avion s'écrase. L'équipage et les passagers parviennent à sortir de l'avion et sont secourus, sauf le capitaine brésilien Montero tué au moment du choc et dont le cadavre sera retrouvé dans l'épave ramenée à terre.

## Carrière dans l'espionnage
Le SDECE intéressé par les performances ADAC et le vol discret de ces avions récupère en 1957 les deux exemplaires qui sont affectés au groupe aérien mixte 56 Vaucluse,. Il s'en sert pour des vols clandestins au-delà du rideau de fer et des opérations spéciales en Afrique.

## Deuxième exemplaire
Un avion subit une grande visite après 1734 heures 15 de vol et 2088 atterrissages à l'usine Hurel-Dubois de Villacoublay, Il est affecté aux services spéciaux. Accidenté en 1959 lors d'un atterrissage de nuit il est réparé, Il est détruit lors d'un second accident le 10 mai 1960 en bout de la piste de l'aérodrome privé du château de Villemoleix à 15 km de Guéret (Creuse). Irréparable, la carcasse est rachetée par les propriétaires du château et devient le repaire des enfants. L'épave est toujours visible.

## Articles liés
- Hurel-Dubois HD-10, prototype monomoteur monoplace,
- Hurel-Dubois HD-31,
- Hurel-Dubois HD-32,
- Hurel-Dubois HD-34.